# Джакомо Бенедеттіні
Джакомо Бенедеттіні (італ. Giacomo Benedettini, 7 жовтня 1982, Сан-Марино) — санмаринський футболіст. Виступав за санмаринський «Тре Фйорі», а також національну збірну Сан-Марино.

## Досягнення
- Чемпіон Сан-Марино: 3
  - 2009, 2010, 2011

- Володар Кубка Сан-Марино: 1
  - 2010